# ژاک برل
ژاک رومن ژرژ برل (به فرانسوی: Jacques Romain Georges Brel)؛ ۸ آوریل ۱۹۲۹–۹ اکتبر ۱۹۷۸) خواننده، نویسنده و بازیگر و کارگردان بلژیکی فرانسه‌زبان بود.
او در دسامبر سال ۲۰۰۵ از سوی بینندگان و مخاطبان RTBF به عنوان بزرگترین بلژیکی تمام اعصار برگزیده شد.

## زندگی
ژاک برل در ۸ آوریل ۱۹۲۹ در بروکسل به‌دنیا آمد. در سال ۱۹۵۲ نخستین آهنگ‌اش (La Foire / Il y a) را در جمعی خانوادگی و در کابارهای در بروکسل ارائه کرد. در این زمان او دو فرزند داشت و فرزند سوم‌اش هم در ۱۹۵۸ به‌دنیا آمد. او با پشتکار زیاد کار خودش را ادامه داد و پس از یک تور ۷۸ روزه، در سال ۱۹۵۳ به‌تنهایی عازم پاریس شد. او در این دوران با تدریس گیتار امرار معاش می‌کرد. در سال ۱۹۵۴ نخستین آلبوم‌اش را به نام Jacques Brel et ses chansons به بازار داد. در سال ۱۹۵۵ با دوست و همکارش فرانسوا روبر (François Rauber) که پیانیست بود، آشنا شد. در سال ۱۹۵۷ هم تحصیلات خود را در کنسرواتوار موسیقی به پایان رساند و چندی بعد یک تور سراسری را به همراه فرانسوا روبر ترتیب داد. از این پس موفقیت او کم‌کم شکل گرفت و او در میان مردم جای خود را باز کرد.
در سال ۱۹۶۶ تصمیم گرفت خوانندگی را قطع کند و آخرین رسیتال‌اش را در ۱۹۶۷ اجرا کرد. در تابستان همان سال در نخستین فیلم‌اش Les Risques du métier شرکت کرد و در سال ۱۹۷۱ هم اولین فیلم خود را کارگردانی کرد. او سپس به بازی در نقش‌های متعددی ادامه داد.
از سال ۱۹۷۴ پس از ابتلا به سرطان ریه کار هنری را ترک کرده و با قایق به دریاگردی پرداخت. در این زمان او در جزایر مارکیز در اقیانوس آرام اقامت داشت. سال ۱۹۷۷ به پاریس بازگشت و آخرین آلبوم‌اش را که یکی از تلخ‌ترین و شوک‌آورترین کارهای‌اش است، به نام Les Marquises ضبط کرد.
ژاک برل در اکتبر ۱۹۷۸ درگذشت و در جزیره هیوااوآ از جزایر مارکیز به خاک سپرده شد.

## آثار
مجموعهٔ آلبوم‌های او عبارت‌ند از:
- ۱۹۵۳: Premier single enregistré à Bruxelles: La Foire / Il y a
- ۱۹۵۴: Premier album: Jacques Brel et ses chansons
- ۱۹۵۷: Quand on n'a que l'amour, Heureux Pardons,…
- ۱۹۵۸: Je ne sais pas, Au printemps,…
- ۱۹۵۸: Disque pour le magazine Marie-Claire comprenant L'Introduction à la Nativité et L'Évangile selon Saint-Luc
- ۱۹۵۹: La Valse à mille temps, Ne me quitte pas, Je t'aime, Isabelle, La Mort,…
- ۱۹۶۱: Marieke, Le Moribond,…
- ۱۹۶۲: Olympia d'octobre ۱۹۶۱
- ۱۹۶۳: Les Bigotes, Les Vieux, La Fanette,…
- ۱۹۶۴: Jef, Les Bonbons, Mathilde, Amsterdam…
- ۱۹۶۴: Olympia ۱۹۶۴
- ۱۹۶۵: Ces gens-là, Fernand,…
- ۱۹۶۷: ۶۷ comprenant Mon enfance, À jeun,…
- ۱۹۶۸: Vesoul, L'Éclusier,…
- ۱۹۷۰: L'Homme de la Mancha
- ۱۹۷۲: Nouveaux enregistrements de vieilles chansons - Ne Me Quitte Pas
- ۱۹۷۷: Les Marquises